# Unione Sportiva Audace San Michele 1940-1941
Questa voce raccoglie le informazioni riguardanti l'Unione Sportiva Audace San Michele nelle competizioni ufficiali della stagione 1940-1941.

## Rosa
| N. |                   | Ruolo | Calciatore         |
| -- | ----------------- | ----- | ------------------ |
|    | Italia (bandiera) | A     | Antonio Barbieri   |
|    | Italia (bandiera) | C     | Livio Biondani     |
|    | Italia (bandiera) | D     | Virgilio Cartosio  |
|    | Italia (bandiera) | P     | Antonio Cazzanelli |
|    | Italia (bandiera) | D     | Luigi Cingolani    |
|    | Italia (bandiera) | C     | Luigi Colombi      |
|    | Italia (bandiera) | A     | Mario Cordioli     |
|    | Italia (bandiera) | A     | Alfonso De Togni   |
|    | Italia (bandiera) | C     | Angelo Faggiotto   |

| N. |                   | Ruolo | Calciatore       |
| -- | ----------------- | ----- | ---------------- |
|    | Italia (bandiera) | D     | Osvaldo Fattori  |
|    | Italia (bandiera) | C     | Luigi Festi      |
|    | Italia (bandiera) | C     | A. Mascalzoni    |
|    | Italia (bandiera) | P     | G. Padovani      |
|    | Italia (bandiera) | A     | Dario Pasquali   |
|    | Italia (bandiera) | D     | Livio Saviotti   |
|    | Italia (bandiera) | D     | Gino Trevisani   |
|    | Italia (bandiera) | C     | Ettore Veronesi  |
|    | Italia (bandiera) | D     | Emilio Zamperini |